# 久米博
久米 博（くめ ひろし、1932年 - 2023年9月16日）は、日本の哲学者、翻訳家。
ポール・リクールを中心に多くのフランス現代思想を翻訳した。

## 経歴
茨城県日立市生まれ。
1957年、東京大学文学部哲学科卒業。1962年、東京都立大学大学院人文科学研究科博士課程満期退学。1967年、ストラスブール大学プロテスタント神学部で宗教学博士。桐朋学園大学教授。1995年、立正大学教授。2003年、定年退職。
2023年9月16日、死去。

## 著書
- 『象徴の解釈学 リクール哲学の構成と展開』（新曜社） 1978.7
- 『夢の解釈学』（北斗出版） 1982.3
- 『隠喩論 思索と詩作のあいだ』（思潮社） 1992.4
- 『キリスト教 その思想と歴史』（新曜社、ワードマップ） 1993.7
- 『現代フランス哲学』（新曜社、ワードマップ） 1998.2
- 『ベルクソン読本』（中田光雄, 安孫子信共編、法政大学出版局） 2006.4
- 『テクスト世界の解釈学 ポール・リクールを読む』（新曜社） 2012.12
- 『人間学としてのリクール哲学 ミュトス・ロゴス・プラクシス』（せりか書房）2016.8

## 翻訳
- 『原始キリスト教』（マルセル・シモン、白水社、文庫クセジュ） 1964
- 『現代教育論』（J・アルドワノ、岸田秀, 滝沢武久共訳、東京大学出版会） 1970
- 『神話と形而上学 哲学序説』（ジョルジュ・ギュスドルフ、せりか書房、せりか叢書） 1971
- 『教会の信仰告白 ジュネーブ教会信仰告白による使徒信条講解』（カール・バルト、新教出版社） 1971
- 『記憶と知能』（ジャン・ピアジェ, B・インヘルダー、岸田秀共訳、国土社） 1972
- 『宗教学概論』1 - 3（エリアーデ、せりか書房、エリアーデ著作集 第1 - 3巻） 1974
- 『心像の発達心理学』（J・ピアジェ, B・インヘルダー、岸田秀共訳、国土社） 1975
- 『ピェール・リビィエールの犯罪 狂気と理性』（ミシェル・フーコー、岸田秀共訳、河出書房新社） 1975
- 『神話と人間』（ロジェ・カイヨワ、せりか書房） 1975.5
- 『イロニーの精神』（ウラディミール・ジャンケレヴィッチ、紀伊国屋書店） 1975、のちちくま学芸文庫
- 『ユダヤ神秘主義とフロイド』（ディヴィド, バカン、岸田秀, 富田達彦共訳、紀伊国屋書店） 1976
- 『構造主義と聖書解釈』（ロラン・バルト等、小林恵一共編訳、ヨルダン社） 1977.9
- 『象徴と解釈』（David M.ラスマッセン、紀伊国屋書店） 1978.7
- 『自然と社会のエコロジー』（セルジュ・モスコヴィッシ、原幸雄共訳、法政大学出版局、叢書・ウニベルシタス） 1984.12
- 『フロイトとユング』（ロバート・S・スティール、下田節夫共訳、紀伊国屋書店） 1986
- 『人間のイメージ 2』（G・デュラン, エリッヒ・ノイマン、松代洋一共訳、平凡社、エラノス叢書） 1991.10
- 『ポール・リクールの哲学 行動の存在論』（オリヴィエ・モンジャン、新曜社） 2000.10

### ポール・リクール
- 『解釈の革新』（ポール・リクール、清水誠, 久重忠夫共編訳、白水社） 1978.10
- 『フロイトを読む 解釈学試論』（ポール・リクール、新曜社） 1982.3
- 『生きた隠喩』（ポール・リクール、岩波書店、岩波現代選書)1984.8
- 『時間と物語』1 - 3（ポール・リクール、新曜社） 1987 - 1990
- 『リクール聖書解釈学』（ポール・リクール、佐々木啓共訳、ヨルダン社） 1995.2
- 『他者のような自己自身』（ポール・リクール、法政大学出版局、叢書・ウニベルシタス） 1996.6
- 『記憶・歴史・忘却』（ポール・リクール、新曜社） 2004 - 2005
- 『正義をこえて』（ポール・リクール、法政大学出版局、叢書・ウニベルシタス） 2007.6
- 『物語神学へ』（ポール・リクール、小野文, 小林玲子共訳、新教出版社、ポール・リクール聖書論集） 2008.10
- 『死まで生き生きと 死と復活についての省察と断章』（ポール・リクール、新教出版社、ポール・リクール聖書論集 別巻） 2010.1
- 『聖書を考える』（ポール・リクール／アンドレ・ラコック、日髙貴士共訳、教文館）2021.5